# 田神線
田神線（日语：／）是連接岐阜縣岐阜市競輪場前至同縣同市田神站之間的名古屋鐵道（名鐵）路面電車線。該線在2005年4月1日全線廢除。

## 路線資料
※資料截至路線廢除前一刻
- 路線距離（營業距離）：1.4公里
- 軌距：1067毫米
- 車站數目：3座（包括起終點站）
- 雙線區間：沒有（全程單線）
- 電氣化區間：全線（直流600V）
- 閉塞方式：自動閉塞式

## 概要
由於此線兩端連接美濃町線與各務原線，因此此線的作用是為了讓美濃町線的電車途經此線直通至各務原線的名鐵岐阜站。由於美濃町線與田神線的架空電纜電壓為600伏特，各務原線的架空電纜電壓為1500伏特。因此直通班次的電車需要使用雙電壓車輛。在市之坪至田神之間設有中性區，電車在該處改變電壓。
由於客量減少，在2003年1月24日，名古屋鐵道表明與周邊自治體檢討不再營運包含此線在內的600伏特電氣化區間的路線（參見岐阜市內線#概要）。在翌年2004年正式表明不再營運田神線等600伏特電氣化區間路線。當時曾經探討可否把這些路線變為民營方式繼續保留下來。後來在2004年7月27日，岐阜市長表示由於客量減少與財政困難等理由，不會保留這些路線。因此，包含此線在內的600伏特電氣化區間路線將會在2005年4月1日廢除。曾經有一段時期，岡山電氣軌道一度表示考慮支援名古屋鐵道繼續營運這些路線。

## 運行形態
在路線開通當初起，已經與美濃町線一體化營運。行走田神線的電車班次都是行走於新岐阜（即後來的名鐵岐阜）至美濃、新關方向之間。上述提及，由於電車需要駛入1500伏特區間，因此必須使用雙電壓車輛。當初只有Mo600形符合這個條件，後來Mo880形、Mo870形（改裝為雙電壓車輛後）ＦMo800形也會行走此路線。
在市之坪至競輪場前之間，除了來自美濃町線的直通電車外。由於田神線上設有岐阜工場（列車車廠），因此岐阜市內線、揖斐線的出入廠電車也會途經此線。

## 歷史
在1967年，原本位於岐阜市長住町的電車車廠遷移至同市市之坪町（名鐵的岐阜工場（岐阜檢車區）），因此在車廠與美濃町線之間建設了出入廠的路軌。後來在1970年，名鐵利用了該路軌，繼續延伸至各務原線。田神線自此誕生。同日起，來自美濃町線的電車開始途經田神線駛入新岐阜站（現時：名鐵岐阜站）。
- 1967年（昭和42年）4月18日 - 連接競輪場前至岐阜工場之間的出入廠路軌開始使用（為競輪場前至市之坪之間田神線路段前身）[1]。
- 1970年（昭和45年）6月25日 - 田神線啟用。
- 2005年（平成17年）4月1日 - 田神線廢除。

## 車站列表
- 所有車站位於岐阜縣岐阜市內。
- 車站名稱、接續路線名稱、營業距離與所在地取自路線廢除當刻。
- 截至廢除前一刻，所有班次都是普通列車。所有班次停靠各站。

| 中文站名 | 日文站名 | 英文站名     | 站間距離 | 營業距離 | 接續路線                                   |
| -------- | -------- | ------------ | -------- | -------- | ------------------------------------------ |
| 競輪場前 | 競輪場前 | Keirinjō-mae | -        | 0.0      | 名古屋鐵道：美濃町線（直通至關方向）       |
| 市之坪   | 市ノ坪   | Ichinotsubo  | 0.9      | 0.9      |                                            |
| 田神     | 田神     | Tagami       | 0.5      | 1.4      | 名古屋鐵道：各務原線（直通至名鐵岐阜方向） |

## 注腳
1. ↑  水野鈴一、伊藤寿一、清水武. . 鉄道ファン (交友社). 1970-09, 112: 107 （日语）.